# Coupe d'Irlande de football 1933-1934
Navigation
Édition précédente Édition suivante
La Coupe d'Irlande de football 1933-1934 , en anglais The Football Association of Ireland Challenge Cup, est la 13e édition de la Coupe d'Irlande de football organisée par la Fédération d'Irlande de football. La compétition commence le 13 janvier 1934, pour se terminer le 17 avril 1934. Le Cork Football Club remporte pour la première fois la compétition en battant en finale le Saint James's Gate FC.

## Organisation
La compétition rassemble les dix clubs évoluant dans le championnat d'Irlande auxquels s'ajoutent 6 clubs évoluant dans les championnats provinciaux du Munster et du Leinster : Jacob's, Sligo Rovers, Brideville, Tramore Rookies, Waterford et Queens Park.
Les matchs ont lieu sur le terrain du premier nommé. En cas d'égalité un match d'appui est organisé sur le terrain du deuxième tiré au sort.

## Premier tour
Les matchs se déroulent les 13, 14 et 21 janvier 1934. Les matchs d'appui se déroulent les 17 et 24 janvier.
| Club recevant                    | Score | Club visiteur                    | Date            |
| -------------------------------- | ----- | -------------------------------- | --------------- |
| Drumcondra FC                    | 1-1   | Shelbourne FC                    | 13 janvier 1934 |
| Shelbourne FC                    | 2-5   | Drumcondra FC                    | 17 janvier      |
| Jacob's Football Club            | 0-5   | Dolphin FC                       | 13 janvier      |
| Bohemian FC                      | 9-0   | Tramore Rookies                  | 14 janvier      |
| Cork Bohemians                   | 1-1   | Cork FC                          | 14 janvier      |
| Cork FC                          | 3-1   | Cork Bohemians                   | 17 janvier      |
| Dundalk FC                       | 4-0   | Sligo Rovers                     | 14 janvier      |
| Saint James's Gate Football Club | 1-1   | Shamrock Rovers                  | 14 janvier      |
| Shamrock Rovers                  | 1-2   | Saint James's Gate Football Club | 24 janvier      |
| Waterford United                 | 0-3   | Bray Unknowns                    | 14 janvier      |
| Queen's Park                     | 2-2   | Brideville FC                    | 21 janvier      |
| Brideville FC                    | 0-2   | Queen's Park                     | 24 janvier      |

## Deuxième tour
Les matchs se déroulent les 27 et 28 janvier 1932. Les matchs d'appui ont lieu le 31 janvier.
| Club recevant         | Score | Club visiteur                    | Date            |
| --------------------- | ----- | -------------------------------- | --------------- |
| Dundalk FC            | 1-0   | Bohemian FC                      | 27 janvier 1934 |
| Queen's Park          | 1-1   | Dolphin Football Club            | 27 janvier      |
| Dolphin Football Club | 1-0   | Queen's Park                     | 31 janvier      |
| Cork FC               | 1-1   | Bray Unknowns                    | 28 janvier      |
| Bray Unknowns         | 0-2   | Cork FC                          | 31 janvier      |
| Drumcondra FC         | 0-2   | Saint James's Gate Football Club | 28 janvier      |

## Demi-finales
| Première demi-finale | Saint James's Gate Football Club | 1-0 | Dolphin Football Club | Shelbourne Park, Dublin |  |
| 10 février 1934      | Kennedy                          |     |                       |                         |  |

| Deuxième demi-finale | Cork Football Club | 2-2 | Dundalk Football Club | Dalymount Park, Dublin |  |
| 11 février 1934      | Haddow O'Keeffe    |     | Atkins Delea          |                        |  |

| Deuxième demi-finale - match d'appui | Cork Football Club | 1-1 | Dundalk Football Club | Dalymount Park, Dublin |  |
| 4 mars 1934                          | Kelso              |     | McCourt               |                        |  |

| Deuxième demi-finale - deuxième match d'appui | Cork Football Club | 2-1 | Dundalk Football Club | Glenmalure Park, Dublin |  |
| 7 mars 1934                                   | Paton (pen) Kelso  |     | Carroll               |                         |  |

## Finale
La finale a lieu le 17 mars 1934. Elle se déroule devant 21 000 spectateurs rassemblés dans le Dalymount Park à Dublin. Le Cork Football Club remporte son tout premier trophée national en battant en finale le Saint James's Gate Football Club sur le score de deux buts à un.
| Finale       | Cork Football Club       | 2-1   | Saint James's Gate Football Club | Dalymount Park, Dublin |                      |
| 17 mars 1934 | O'Keeffe 28e · Kelso 49e | (1-1) | Comerford 19e                    | Spectateurs : 21 000   | Spectateurs : 21 000 |